# Смирнов, Пётр Семёнович
Пётр Семёнович Смирно́в (17 (29) ноября 1861, погост Мещёрка, Егорьевский уезд, Рязанская губерния — не ранее 1933) — российский историк, богослов. Основные научные труды Смирнова были посвящены истории русского раскола и истории старообрядчества. Редактор журналов «Миссионерский сборник» в 1891—1894 годах и «Христианское чтение» в 1903—1911 годах. Автор ряда статей в Православной богословской энциклопедии.

## Биография
Родился 17 ноября 1861 года на погосте Мещёрка Егорьевского уезда Рязанской губернии (ныне не существует; территория относится к городскому округу Егорьевск Московской области) в священнической семье. Образование получил в Рязанском духовном училище и Рязанской духовной семинарии. В 1883 году поступил в Санкт-Петербургскую духовную академию, которую окончил в 1887 году.
27 октября 1894 становится исполняющим должность доцента кафедры истории и обличения русского раскола. 6 марта 1899 года присвоена учёная степень магистра богословия. С 16 августа 1888 — преподаватель обличительного богословия, истории и обличения русского раскола и местных сект. 24 марта 1899 года стал доцентом. 30 января 1900 года становится экстраординарным профессором. 13 ноября 1909 года ему присвоена учёная степень доктора церковной истории. 9 декабря 1909 года становится сверхштатным ординарным профессором, а 9 июня 1910 года — ординарным профессором по кафедре истории и обличения русского раскола.

## Библиография

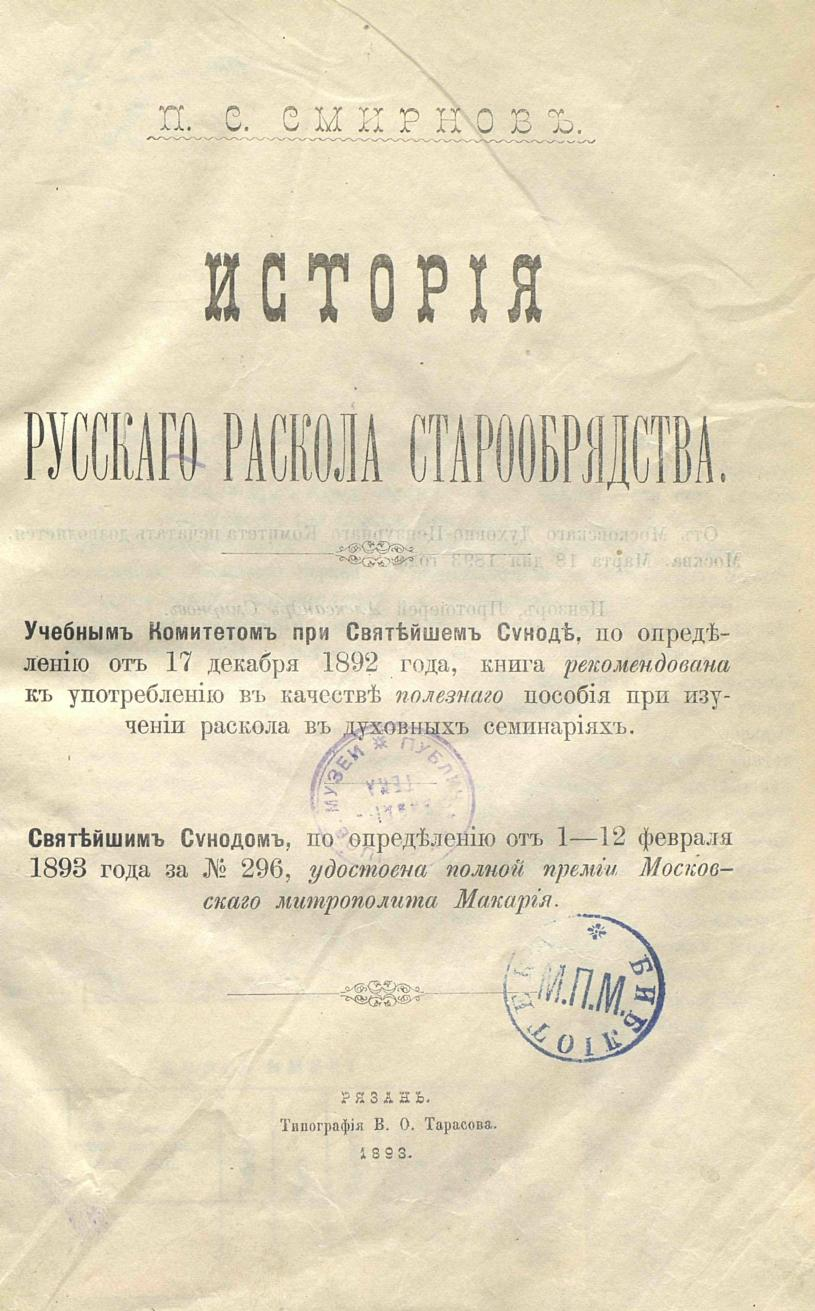